# Tisaleo (canton)
Tisaleo est un canton d'Équateur situé dans la province de Tungurahua.